# 3ª edizione dei British Academy Video Game Awards
La terza edizione dei British Academy Video Games Awards, premiazione istituita dalla British Academy of Film and Television Arts, si è tenuta il 5 ottobre 2006 presso The Roundhouse. La cerimonia ha premiato i migliori videogiochi degli anni 2005 e 2006 ed è stata condotta da Vernon Kay.  Tom Clancy's Ghost Recon Advanced Warfighter, LocoRoco & Shadow of the Colossus sono stati i giochi più premiati della serata, ottenendo ben due riconoscimenti.

## Vincitori e candidati

### Miglior Gioco d'Azione e d'Avventura
- Shadow of the Colossus – Team Ico and SCE Japan Studio/Sony Computer Entertainment

- Metroid Prime Hunters – Nintendo Software Technology/Nintendo
- The Elder Scrolls IV: Oblivion – Bethesda Game Studios/Bethesda Softworks
- Tom Clancy's Ghost Recon Advanced Warfighter – Ubisoft Paris/Ubisoft
- Tomb Raider: Legend – Crystal Dynamics/Eidos Interactive
- We Love Katamari – Namco/Namco

### Miglior Gioco Innovativo
- Brain Training del Dr. Kawashima – Nintendo SPD/Nintendo

- Electroplankton – indieszero/Nintendo
- Guitar Hero – Harmonix/RedOctane
- LocoRoco – SCE Japan Studio/Sony Computer Entertainment
- Shadow of the Colossus – Team Ico and SCE Japan Studio/Sony Computer Entertainment
- We Love Katamari – Namco/Namco

### Miglior Direzione Artistica
- Shadow of the Colossus – Team Ico and SCE Japan Studio/Sony Computer Entertainment

- Black – Criterion Games/Electronic Arts
- Hitman: Blood Money – IO Interactive/Eidos Interactive
- LocoRoco – SCE Japan Studio/Sony Computer Entertainment
- The Elder Scrolls IV: Oblivion – Bethesda Game Studios/Bethesda Softworks
- We Love Katamari – Namco/Namco

### Miglior Multiplayer
- Dungeons and Dragons Online: Stormreach – Turbine/Atari

- 2006 FIFA World Cup – EA Canada/EA Sports
- Animal Crossing: Wild World – Nintendo EAD/Nintendo
- Battlefield 2: Modern Combat – Digital Illusions CE/Electronic Arts
- Guild Wars Factions – ArenaNet/NCSOFT
- Tom Clancy's Ghost Recon Advanced Warfighter – Ubisoft Paris/Ubisoft

### Miglior Sonoro
- Electroplankton – indieszero/Nintendo

- Black – Criterion Games/Electronic Arts
- LocoRoco – SCE Japan Studio/Sony Computer Entertainment
- Tom Clancy's Ghost Recon Advanced Warfighter – Ubisoft Paris/Ubisoft
- Tomb Raider: Legend – Crystal Dynamics/Eidos Interactive
- We Love Katamari – Namco/Namco

### Miglior Colonna Sonora Originale
- Tomb Raider: Legend – Troels Brun Folmann, Crystal Dynamics/Eidos Interactive

- Dragon Quest VIII: L'odissea del re maledetto – Kōichi Sugiyama, Level-5/Square Enix
- LocoRoco – Nobuyuki Shimizu and Kemmei Adachi, SCE Japan Studio/Sony Computer Entertainment
- Shadow of the Colossus – Kow Otani, SCE Japan Studio and Team Ico/Sony Computer Entertainment
- The Elder Scrolls IV: Oblivion – Jeremy Soule, Bethesda Game Studios/Bethesda Softworks
- The Movies – Lionhead Studios/Activision

### Miglior Gioco Casual e Social
- Buzz!: The BIG Quiz – Relentless Software/Sony Computer Entertainment Europe

- Brain Training del Dr. Kawashima – Nintendo SPD/Nintendo
- Electroplankton – indieszero/Nintendo
- Guitar Hero – Harmonix/RedOctane
- LocoRoco – SCE Japan Studio/Sony Computer Entertainment
- SingStar Rocks! – SCE London Studio/Sony Computer Entertainment

### Miglior Sceneggiatura
- Psychonauts – Double Fine Productions/Majesco Entertainment

- 24: The Game – SCE Studio Cambridge/Sony Computer Entertainment Europe
- Rogue Trooper – Rebellion Developments/Eidos Interactive
- The Elder Scrolls IV: Oblivion – Bethesda Game Studios/Bethesda Softworks
- Tom Clancy's Ghost Recon Advanced Warfighter – Bethesda Game Studios/Bethesda Softworks
- Tomb Raider: Legend – Crystal Dynamics/Eidos Interactive

### Miglior Personaggio
- LocoRoco (LocoRoco)

- Agente 47 (Hitman: Blood Money)
- Ian Solo (Lego Star Wars II: The Original Trilogy)
- Lara Croft (Tomb Raider: Legend)
- Rogue (Rogue Trooper)

### Miglior Gioco di Simulazione
- The Movies – Lionhead Studios/Activision

- C-130 Hercules – Captain Sim/Just Flight
- Championship Manager 2006 – Beautiful Game Studios and Gusto Games/Eidos Interactive
- Football Manager 2006 – Sports Interactive/SEGA
- Rockstar Games Presents Table Tennis – Rockstar San Diego/Rockstar Games
- Trauma Center: Under the Knife – Atlus/Atlus

### Miglior Gioco per Bambini
- LocoRoco – SCE Japan Studio/Sony Computer Entertainment

- Daxter – Ready at Dawn/Sony Computer Entertainment
- L'era glaciale 2 - Il disgelo – Eurocom/Sierra Entertainment, Fox Interactive and Vivendi Universal Games
- Lego Star Wars II: The Original Trilogy – Traveller's Tales/LucasArts
- New Super Mario Bros. – Nintendo EAD/Nintendo
- We Love Katamari – Namco/Namco

### Miglior Colonna Sonora
- Guitar Hero – Harmonix/RedOctane

- B-Boy – FreeStyleGames/Evolved Games
- Le Iene – Volatile Games/Eidos Interactive
- SingStar Rocks! – SCE London Studio/Sony Computer Entertainment Europe

### Gioco dell'Anno
- Tom Clancy's Ghost Recon Advanced Warfighter – Ubisoft Paris/Ubisoft

- Black – Criterion Games/Electronic Arts
- Brain Training del Dr. Kawashima – Nintendo SPD/Nintendo
- Guitar Hero – Harmonix/RedOctane
- Hitman: Blood Money – IO Interactive/Eidos Interactive
- Lego Star Wars II: The Original Trilogy – Traveller's Tales/LucasArts

### Miglior Gioco di Sport
- Fight Night Round 3 – EA Chicago/Electronic Arts

- 2006 FIFA World Cup – EA Canada/EA Sports
- Football Manager 2006 – Sports Interactive/SEGA
- MotoGP '06 – Climax Racing/THQ
- Pro Evolution Soccer 6 – Konami/Konami
- Rockstar Games Presents Table Tennis – Rockstar San Diego/Rockstar Games

### Miglior Gameplay
- Lego Star Wars II: The Original Trilogy – Traveller's Tales/LucasArts

- Guitar Hero – Harmonix/RedOctane
- LocoRoco – SCE Japan Studio/Sony Computer Entertainment
- The Elder Scrolls IV: Oblivion – Bethesda Game Studios/Bethesda Softworks
- Tom Clancy's Ghost Recon Advanced Warfighter – Ubisoft Paris/Ubisoft
- We Love Katamari – Namco/Namco

### Miglior Gioco di Strategia
- Rise and Fall: Civilizations at War – Stainless Steel Studios and Midway Games San Diego/Midway Games

- Age of Empires: The Age of Kings – Backbone Entertainment/Majesco Entertainment
- Civilization IV – Firaxis Games/2K Games
- Football Manager 2006 – Sports Interactive/SEGA
- Medieval II: Total War – Creative Assembly/Sega
- Tom Clancy's Ghost Recon Advanced Warfighter – Ubisoft Paris/Ubisoft

### Premio dei Videogiocatori
- 24: The Mobile Game – I-play

- Civilization for N-Gage – MPS Labs/MicroProse
- Diner Dash – Gamelab/PlayFirst
- Lemmings – DMA Design/Psygnosis
- Namco Classics Pac-Man – Namco/Namco
- Platinum Sudoku – Gameloft/Gameloft and Ubisoft
- The Sims – Maxis/Electronic Arts
- Sonic the Hedgehog – Sonic Team/SEGA
- Tetris Mania – EA Mobile/Electronic Arts
- Who Wants to Be a Millionaire? – Jellyvision/Buena Vista Games

### Miglior Direzione Tecnica
- Tom Clancy's Ghost Recon Advanced Warfighter – Ubisoft Paris/Ubisoft

- Battlefield 2: Modern Combat – Digital Illusions CE/Electronic Arts
- Black – Criterion Games/Electronic Arts
- Burnout Revenge – Criterion Games/Electronic Arts
- Just Cause – Avalanche Studios/Eidos Interactive
- Shadow of the Colossus – Team Ico and SCE Japan Studio/Sony Computer Entertainment